# Vodní nádrž Hubenov
Vodní nádrž Hubenov byla vybudována mezi lety 1968-1972 na Maršovském potoce mezi Hubenovem a Rounkem.

## Historie
Stavební povolení k vybudování vodní nádrže vydal jihlavský okresní národní výbor v roce 1966, s vlastní výstavbou se započalo o dva roky později. Dodavatelem stavby se stala firma Ingstav Brno. Hlavním důvodem výstavby byla rostoucí poptávka po pitné vodě na Jihlavsku. Zároveň se stavbou vodní nádrže došlo k výstavbě dvojice přivaděčů vody pro posílení vodnosti malé povodí Maršovského potoka. První přivaděč vede z Jedlovského potoka a je dlouhý téměř 1,5 km, druhý přivádí vody z více než 4 km vzdáleného Jiřínského potoka. V roce 1972 byla nádrž zprovozněna, v roce 1976 došlo k vytvoření pásem hygienické ochrany.

## Využití
Voda z hubenovské přehrady je vedena do úpravny vody v Hosově, kde dochází k její úpravě na pitnou vodu. Následně zásobuje skupinový vodovod Jihlavy a okolních obcí. Kromě toho je možné dodávat pitnou vodu i do Kostelce či do skupinového vodovodu Velký Beranov – Luka nad Jihlavou.

## Dostupnost
Vzhledem k faktu, že vodní nádrž slouží jako zdroj pitné vody, není pro veřejnost přístupná. Na hráz vede silnička odbočující od silnice II/602. Jiná komunikace ani turistická stezka se v bezprostřední blízkosti nádrže nenacházejí. Asi půl kilometru od nádrže vede železniční trať Havlíčkův Brod – Veselí nad Lužnicí (u Dvorců), asi o 250 metrů dál, po druhém břehu řeky Jihlavy, prochází červeně značená turistická stezka z Rantířova na Dvorce a směrem k Pelhřimovu asi půl kilometru od nádrže žlutá turistická značka od Nového Hubenova na Ježenou.